# Alatiliparis
Die Gattung Alatiliparis aus der Familie der Orchideen (Orchidaceae) besteht aus fünf Arten. Es sind hauptsächlich epiphytisch wachsende Pflanzen, sie stammen aus Java und Sumatra.

## Beschreibung
Die Alatiliparis-Arten sind kleine, ausdauernde, krautige Pflanzen. Die Pseudobulben stehen dicht beieinander am Rhizom, sie sind oval geformt und seitlich etwas zusammengedrückt. Im unteren Bereich tragen sie einige Niederblätter, weiter oben ein bis drei Laubblätter. Die Blätter sind lanzettlich geformt, spitz endend, von dünner Textur. Die Mittelrippe tritt auf der Unterseite hervor. An der Basis ist das Blatt in einen Stiel verschmälert, der sich wieder zu einer die Sprossachse umfassenden Blattscheide weitet; zwischen Stiel und Blattgrund befindet sich ein Trenngewebe.
Der traubige Blütenstand entspringt endständig. Der Blütenstandsstiel ist im Querschnitt leicht eckig. Im Bereich der Blüten ist die Blütenstandsachse mit zwei Rippen oder Flügeln versehen, die die Blüten tragen. Diese sitzen zweizeilig, wodurch die Blütenstandsachse leicht zickzackförmig gebogen ist. Die Tragblätter sind oval bis dreieckig, an ihrer Basis asymmetrisch schief, am Ende zugespitzt. Die resupinierten Blüten messen etwa einen Zentimeter im Durchmesser. Die Sepalen sind frei, oval geformt und weit ausgebreitet. Die Petalen sind kürzer, sehr schmal, gewellt und nach hinten zurückgeschlagen. Die Lippe ist ganzrandig oder leicht dreilappig, an der Basis mit einer Nektardrüse versehen, im unteren Bereich fleischig, an der Spitz dünner texturiert und spitz auslaufend. Die Säule ist leicht gebogen und im unteren Bereich charakteristisch geflügelt. Am Ende trägt sie das Staubblatt mit vier schmal keulenförmigen Pollinien sowie die von einem erhabenen Rand umgebene Narbe. Die Frucht ist eine sechsrippige, ovale Kapselfrucht.

## Verbreitung
Die Gattung Alatiliparis kommt auf Java und Sumatra in Höhenlagen von 1100 bis 1900  Meter vor. Die Arten wachsen meist epiphytisch, manchmal auch terrestrisch in Bergwäldern.

## Systematik und Botanische Geschichte
Alatiliparis wurde 2001 von Hanna Bogna Margońska und Dariusz Lucjan Szlachetko in Annales Botanici Fennici Band 38, Teil 2, Seite 78 erstbeschrieben. Anhand von Herbarmaterial beschrieben sie zwei neue Arten, Typusart ist Alatiliparis filicornes. Später stellten sie drei weitere, schon seit längerem bekannte Arten in diese Gattung. Der Name leitet sich von alatus, „geflügelt“ und Liparis, einer verwandten Orchideengattung her. Er bezieht sich auf die geflügelte Säule.
Die Gattung gehört zur Tribus Malaxideae. Ob die geflügelte Säule als Gattungs-Trennlinie aussagekräftig ist, ist unklar, da auch Vertreter der Gattung Liparis ein solches Merkmal im Ansatz zeigen. 
Folgende Arten sind bekannt:
- Alatiliparis angustiflora (J.J.Sm.) Szlach. & Marg.: Sie kommt in Sumatra und im westlichen Java vor.[1]
- Alatiliparis filicornes Marg. & Szlach.: Sie kommt in Sumatra vor.[1]
- Alatiliparis lepanthes (Schltr.) Szlach. & Marg. (Syn.: Liparis lepanthes Schltr.): Sie kommt im westlichen Sumatra vor.[1]
- Alatiliparis otochilus Marg. & Szlach.: Sie kommt in Sumatra vor.[1]
- Alatiliparis speculifera (J.J.Sm.) Szlach. & Marg.: Sie kommt im westlichen Java vor.[1]